# Tugela (wodospad)
Tugela – najwyższy wodospad Afryki na rzece Tugela. Drugi co do wysokości wodospad świata. Znajduje się na terenie Republiki Południowej Afryki. Jego wysokość wynosi 948 m.
Rzeka Tugela wypływa z Gór Smoczych, w zachodniej części prowincji KwaZulu-Natal. Płynie w kierunku wschodnim przez płaskowyż Mont-aux-Sources. W miejscu, gdzie opuszcza Amfiteatr i Góry Smocze, znajduje się wodospad Tugela.

## Opis
Wodospad składa się z pięciu kolejnych stopni. Pierwszy ma 182 m, następny 411 m, po czym następują trzy kolejne. Ich łączna wysokość wynosi 948 m

## Nazwa
Oficjalną nazwą wodospadu jest Tugela Falls. Jest on również nazywany Thukela Falls.